# Paul Kennedy
Paul Kennedy, född 1945, är professor i brittisk historia vid Yale University i Connecticut. 
Han föddes i Wallsend-on-Tyne i norra England och disputerade vid Oxfords universitet. Innan han kom till Yale var han professor i historia vid University of East Anglia. Hans mest kända bok är The Rise and Fall of the Great Powers från 1987, som har översatts till 23 språk. År 2001 medverkade han i Age of Terror: America and the World After September 11, en av de första böcker som presenterade en historisk analys av 11 septemberhändelserna.